# Zippo / Vatrene Ulice
Zippo / Vatrene Ulice (znan i kao Zippo lighter) split je album dvaju splitskih sastava, rock sastava Zippo i heavy metal sastava Vatrene Ulice. Album je objavljen u limitiranom izdanju na kazeti 1989. godine, a objavila ga je diskografska kuća Lvxor.

## Popis pjesama
| 1. | »Otvori«                       | 4:07 |
| 2. | »Bez sna«                      | 5:50 |
| 3. | »Rock 'n' Roll za Ljepši spol« | 3:30 |
| 4. | »Ja volim heavy«               | 2:49 |
| 5. | »Crna žena«                    | 4:00 |

| Strana B (Vatrene Ulice) | Strana B (Vatrene Ulice)             | Strana B (Vatrene Ulice) | Strana B (Vatrene Ulice) | Strana B (Vatrene Ulice) | Strana B (Vatrene Ulice) | Strana B (Vatrene Ulice) | Strana B (Vatrene Ulice) | Strana B (Vatrene Ulice) | Strana B (Vatrene Ulice) |
| Br.                      | Skladba                              | Trajanje                 |                          |                          |                          |                          |                          |                          |                          |
| ------------------------ | ------------------------------------ | ------------------------ | ------------------------ | ------------------------ | ------------------------ | ------------------------ | ------------------------ | ------------------------ | ------------------------ |
| 6.                       | »Sada znam«                          | 4:11                     |                          |                          |                          |                          |                          |                          |                          |
| 7.                       | »Dođi«                               | 2:45                     |                          |                          |                          |                          |                          |                          |                          |
| 8.                       | »Moj je život Rock 'n' Roll«         | 3:06                     |                          |                          |                          |                          |                          |                          |                          |
| 9.                       | »Samo za nas«                        | 4:04                     |                          |                          |                          |                          |                          |                          |                          |
| 10.                      | »Nikad više«                         | 3:38                     |                          |                          |                          |                          |                          |                          |                          |
| 11.                      | »1001 noć«                           | 2:49                     |                          |                          |                          |                          |                          |                          |                          |
| 12.                      | »Moj je život Rock 'n' Roll (Disco)« | 3:04                     |                          |                          |                          |                          |                          |                          |                          |
| 13.                      | »Ljubi me i voli me«                 | 2:41                     |                          |                          |                          |                          |                          |                          |                          |
| 46:34                    |                                      |                          |                          |                          |                          |                          |                          |                          |                          |

## Zasluge
Ostalo osoblje
- Goran Pinterić - glazba, tekst, aranžmani
- Ilija Utrobičić - glazba, tekst, aranžmani
- Dino Dvornik - glazba, tekst, aranžmani, prateći vokali
- Oliver Mandić - produciranje
- Saša Kesić - produciranje